# Ragnhild Male Hartviksen
Ragnhild Male Hartviksen (nascida a 15 de julho de 1976) é uma política norueguesa.
Ela foi eleita vice-representante no Storting pelo círculo eleitoral de Akershus para o período 2021-2025, pelo Partido Trabalhista. Ela substituiu Anniken Huitfeldt no Storting a partir de 2021, enquanto Huitfeldt é ministra no governo.
Hartviksen é de Spikkestad, e é membro do conselho municipal de Asker desde 2019. Ela formou-se pela Universidade de Oslo e trabalhou para o município de Drammen.